# Clasificación de lenguas mixtecas

Regiones y distritos de Oaxaca

La clasificación interna de las lenguas mixtecas es polémica. Muchas variedades son mutuamente ininteligibles y, bajo ese criterio, lenguas separadas. En el siglo XVI, las autoridades españolas reconocieron una media docena de lenguas dentro del mixteco. (Ver mixteco clásico.) No está claro hasta qué punto estas eran lenguas distintas en aquel entonces. Sin embargo, la desintegración colonial de la nación mixteca y el resultante aislamiento de las comunidades locales llevó a una rápida diversificación de los dialectos locales en lenguas distintas. Más abajo se pueden encontrar algunos intentos de clasificación del mixteco por diferentes académicos.

## Divisiones geográficas
Josserand (1983:106) enlista 5 principales divisiones geográficas (no lingüísticas) de las lenguas mixtecas, que juntas cubren un total de aproximadamente 25.000 kilómetros cuadrados. En el área se encuentran esparcidos algunos enclaves de amuzgo, triqui, cuidateco, ixcateco, y chocholteco.
1. Mixteco de Puebla.
2. Mixteco de Guerrero.
3. Mixteca Baja
4. Mixteca Alta
5. Mixteca de la Costa

## Divisiones coloniales
De los Reyes, en su Arte de Lengua Mixteca (1593), menciona una media docena de lenguas mixtecas.  A estas, sus contemporáneos añadieron los dialectos de Guerrero:
- La lengua de Teposcolula, que incluye las principales comunidades de Tamazulapan, Santiago Tilantongo, Texupa, y Mitlatongo (Jiménez-Moreno: Teposcolula –Tilantongo; el dialecto de prestigio escogido por De los Reyes)
- La lengua de Yanhuitlán, que incluye Coixtlahuaca, Xaltepec y Nochixtlán (Jiménez-Moreno: Yuanhuitlán–Cuilapan)
- La lengua de Tlaxiaco y Achiutla (el dialecto de prestigio escogido por Hernández)
- La lengua de la Mixteca Baja
- La lengua de Cuilapa y Guaxolotitlán en el Valle de Oaxaca (Jiménez-Moreno: Cuauhxochpan–Cuyamecalco)
- La lengua de la Mixteca de la Costa
- El mixteco de Guerrero

Josserand encontró que la escritura nativa profana de la era colonial correspondía bien a lo descrito por De los Reyes. Con base en consistencias fonológicas y ortográficas, Josserand divide los dialectos en cinco grupos, como sigue: 
- Área Baja, alrededor de Huajuapan (aunque había múltiples variedades en la Baja, más de lo que reconocía De los Reyes)
- Valle de Oaxaca, alrededor de Cuilapan, estrechamente relacionado con el siguiente
- Alta nororiental, alrededor del Valle de Nochixtlán, incluyendo Yanhuitlán y Coixtlahuaca
- Alta oriental, alrededor de los Valles de Teposcolula y Tamasulapan
- Alta occidental, alrededor del Valle de Tlaxiaco, Achiutla, y Chalcatongo

## Holland (1959)
La clasificación siguiente fue dada por William R. Holland (1959), citado en Josserand (1983:134-135). Esta clasificación preliminar es un estudio glotocronológico de los dialectos de 22 pueblos mixtecos y 4 cuicatecos.
- Zona 1: Ixtayutla, Mechoacán, Jamiltepec, Huazolotitlán, Pinotepa Nacional
- Zona 2: Ixtayutla, Mechoacán, Jamiltepec, Pinotepa de Don Luis, Pinotepa Nacional, Atoyac, Tlacamama[2]
- Zona 3: Santo Tomás Ocotepec, Santa Lucía Monte Verde, San Miguel el Grande, San Esteban Atatlahuca
- Zona 4: San Rafael Guerrero
- Zona 5: Juxtlahuaca
- Zona 6: Santa María Peñoles, Huitepec
- Zona 7: Peñoles
- Zona 8: Jocoticpac / Jocotipac
- Zona 9: Cuyamecalco
- Zona 10: San Juan Coatzospan
- Zona 11: Chigmecatitlán, Santa Catarina Tlaltempan

Holland (1959) también da 3 agrupaciones areales para estas zonas.
- Costa: Zonas 1, 2
- Alta: Zonas 3, 4, 5, 6, 7
- Baja: Zonas 8, 9, 10, 11

Sin embargo, Josserand (1983) afirma que estas agrupaciones están basadas en metodologías defectuosas con una concepción errónea del plano geográfico de la Mixteca. Muchas ciudades que Holland listó como Baja son de hecho Alta, y viceversa.

## Arana (1960)
La clasificación siguiente la dio Evangelina Arana-Osnaya (1960:257), citada en Josserand (1983:137).
- Grupo 1: Chigmecatitlán, Tlaltempan
- Grupo 2: Cuyamecalco, San Juan Coatzospan
- Grupo 3a: Huitepec, Peñoles, Santa María Peñoles, San Juan Tamazola
- Grupo 3b: Cuilapan; probablemente también Xoxocotla y otros pueblos donde el mixteco ya no se habla
- Grupo 4a: San Miguel el Grande, San Esteban Atatlahuca, Santo Tomás Ocotepec, Jocoticpac; San Rafael en Guerrero
- Grupo 4b: Mechoacán, Jamiltepec, Pinotepa de Don Luis, Ixtayutla, Huazolotitlán, Tlacamama, Pinotepa Nacional, Atoyac

## Mak y Longacre (1960)
El trabajo de Cornelia Mak y Robert Longacre (1960) es la primera reconstrucción del proto-mixteco, el antepasado del mixteco propiamente dicho, por oposición al mixtecano. Abajo se presenta una clasificación inferida de Mak y Longacre (1960), citada por Josserand (1983:142). Se dan 9 grupos y un total de 28 pueblos.
- Mixteca alta central: San Miguel el Grande, San Esteban Atatlahuca
- Mixteca alta del sur: Santiago Yosondúa, Santa Cruz Itundujia, San Mateo Santigui, San Pedro el Alto, San Fernando Yucucundo[3][4]
- Mixteca alta occidental: Santo Tomás Ocotepec
- Mixteca baja (mixteca de la costa): Jicaltepec, Pinotepa de Don Luis, Mechoacán, Tlacamama, Atoyac
- Mixteca baja: San Juan Mixtepec Juxtlahuaca
- Guerrero: Metlatonoc
- Puebla: Tonahuixtla, Xayacatlán Chigmecatitlán
- Mixteca alta oriental: Estetla, Santiago Tilantongo, Tidaa, San Juan Diuxi, Santiago Mitlatongo, Nuxaa, San Juan Tamazola
- Mixteca alta nororiental: San Juan Coatzospan, Cuyamecalco

## Spores (1967)
La clasificación siguiente fue presentada por Richard Spores en The Mixtec Kings and Their People (1967), citado en Josserand (1983:128). Se incluye un total de 18 dialectos.
- Apoala, Apasco, Sosola; frontera oriental con chinanteco, cuicateco y zapoteco.
- Coixtlahuaca, Huautla, Tequixixtepec
- Tonalá, Chila, Petlalcingo, Mariscala, Acatlán; ciudades en la frontera norte con náhuatl y tlapaneco
- Huajuapan
- Silacayoapan; comunidades en la frontera con Guerrero
- Tecomaxtlahuaca, Juxtlahuaca
- Tlaxiaco y sus comunidades Cuquila, Ñumí, Mixtepec
- Teposcolula y sus comunidades: Tayata, Achiutla, y aproximadamente otras 8 comunidades que utilizan el mercado de Teposcolula
- Santiago Tilantongo y sus comunidades; Mitlatongo
- Chalcatongo, San Miguel el Grande
- Yucuañe y 9 o 10 comunidades circundantes
- Teozacoalco, Peñoles
- Putla
- Zacatepec
- Tututepec, Jamiltepec
- Yolotepec
- Yanhuitlán, Chicahua, Soyaltepec, Cántaros, Coyotepec, Nochixtlán, Tonaltepec
- Tamazulapan, Tejutla, Teotongo, Chilapa de Díaz

## Bradley (1968, 1970)
La clasificación siguiente fue presentada por C. Henry Bradley (1970), citado en Josserand (1983:132). Se propone un total de 11 dialectos. Su clasificación probablemente está basada en las encuestas de inteligibilidad mutua de SIL Internacional.
- Del norte: Xayacatlán, Huajuapan, Chigmecatitlán
- Nororiental: Apoala, Coatzospan, Cuyamecalco
- Oriental: Peñoles, Tilantongo, Huitepec
- Del este-central: Amoltepec
- Central: Yosondúa, San Miguel, Molinos, San Esteban (Atatlahuca), Santo Tomás (Ocotepec), Mixtepec
- Del sur-central: Nuyoo@–Yucuite, Itundujia
- Del oeste-central: Silacayoapan@–Juxtlahuaca
- Occidental: Metlatonoc, Coicoyán
- Sudoccidental: Ayutla
- Del sur: Jicaltepec, Chayuco, Zacatepec
- Sudoriental: Tututepec

Aun así, Bradley (1968) había dado una clasificación diferente que incluía solamente 7 dialectos.
- Nordeste: Apoala, Cuyamecalco
- Noroeste: Chigmecatitlán, Xayacatlán@–Chazumba, Cacaloxtepec
- Mixteca baja: Mixtepec, Juxtlahuaca@–Silacayoapan, Coicoyán
- Guerrero: Coatzingo, Malinaltepec, Yolosochitl, Ayutla
- Mixteca de la costa: Zacatepec, Pinotepa, Ixtayutla, Jamiltepec, Tututepec
- Mixteca alta occidental: Ñumí, Chalcatongo, Yosondúa, Itundujia, Atatlahuca
- Mixteca alta oriental: Peñoles, Tilantongo

## Egland y Bartholomew (1983)
Egland y Bartholomew encuentran 29 grupos en un nivel de inteligibilidad mutua de 70%. Las comunidades que analizaron son las siguientes, agrupadas a un nivel de inteligibilidad de 60%. El signo de interrogación indica que la prueba de inteligibilidad no se había hecho con variedades no circundantes.
- Coatzospan@–Cuyamecalco
  - Santa Ana Cuauhtémoc [w Cuyamecalco por E16], Coatzospan [miz]
  - Cuyamecalco [xtu]
- Apoala, Jocotipac, Ixtaltepec, Chicahua [mip]
- San Bartolo Soyaltepec [vmq]
- Santiago Chazumba [xtb], Tonahuixtla, Cosoltepec [xtb], Xayacatlán de Bravo [mit], Tepejillo, Zapotitlán Palmas [mit]; Petlalcingo [mit, xtb ambos en la ciudad]
  - [65% Xayacatlán en la otra dirección]
- Chigmecatitlán [mii]
- Nuxaá [mxy]
- Estetla, Peñoles [mil]; Huitepec [mxs, mil]; Tlazoyaltepec [mqh, mil]; San Juan Tamazola [vmx]
- Tidaá [mtx] (60 w Peñoles)
- San Miguel Piedras [xtp]
- Tilantongo [xtd]
- ?Ñumí@–Tlacotepec
  - Ñumí, Nunduchi, Nicananduta, San Antonio Monteverde [xtn], Sto. Tomás Ocotepec [mie]; Yucuañe [mvg]
  - Tlacotepec [xtm] (69 w Atatláhuca)
- Yucunicoco [vmc], San Juan Mixtepec [mezcla] (inteligibilidad unidireccional)
- Nuyoo, Yucuhiti [meh]
- San Esteban Atatláhuca (68 w Yosondúa) [mib], Santa Lucía Monteverde [mdv]; Molinos; Itundujía [mce]
- Yosondúa (70 w Atatláhuca) [mpm], San Miguel el Grande, Chalcatongo [mig]; Yolotepec; Teita [xtj]
- Santa Maria Sindihui [xts]
- Grupo Silacayopan
  - Cacaloxtepec [miu]
  - Silacayoapan, San Jorge Nuchita [mks], Ixpantepec Nieves, Santiago Tamazola, San Simón Zahuatlán, Atenango, Yucuñuti [mxb], San Miguel Ahuehuetitlán; Juxtlahuaca: Tecomastlahuaca, San Rafael Tepejillo, Juxtlahuaca, Tindú [vmc]; Cahuatache [mim]; Metlatónoc [mxv]
  - Coicoyán, S. M. Peras [jmx]
  - Guadalupe Portezuelo [mxa w Zahuatlán]
- ?Cuatzoquitengo [mim] (no cercano a Cahuatache)
- Ayutla [miy] (divergente)
- Amoltepec [mbz]
- Tututepec (61 w Ixtayutla), Acatepec [mtu]
- Chayuco@–Zacatepec
  - San Cristobál (60 w Jicaltepec) [mxt], Mechoacán, Chayuco [mih] (69 Coicoyán)
  - ?Ixtayutla [vmj] (80 w San Cristobál, 79/63% Amoltepec, 59 Chayuco)
  - Zacatepec [mza]
- Jicaltepec [mio] (74 w Ixtayutla), Colorado [mjc], Tepetlapa, Sayultepec, Don Luis, [Occidental] Jamiltepec, Jicayán, San Lorenzo, Atoyac; Huazolotitlán [w Oriental Jamiltepec por E16]

## Ethnologue
La clasificación de Ethnologue está, en gran parte, basada en Egland y Bartholomew. No hay una sub-clasificación; sólo una lista de 52 variantes, aunque se reportan que estos tienen un rango grande de inteligibilidad, esencialmente de ninguno a 85%.
- Mixteco de Alacatlatzala
- Mixteco de Alcozauca
- Mixteco de Amoltepec
- Mixteco de Apasco-Apoala
- Mixteco de Atatlahuca
- Mixteco de Ayutla
- Mixteco de Cacaloxtepec
- Mixteco de Chayuco
- Mixteco de Chazumba
- Mixteco de Chigmecatitlán
- Mixteco de Coatzospan
- Mixteco de Cuyamecalco
- Mixteco de Diuxi-Tilantongo
- Mixteco de Huitepec
- Mixteco de Itundujia
- Mixteco de Ixtayutla
- Mixteco de Jamiltepec
- Mixteco de Juxtlahuaca
- Mixteco de Magdalena Peñasco
- Mixteco de Metlatónoc
- Mixteco de Mitlatongo
- Mixteco de Mixtepec
- Mixteco del norte de Tlaxiaco
- Mixteco del noroeste de Oaxaca
- Mixteco de Ocotepec
- Mixteco de Peñoles
- Mixteco de Pinotepa Nacional
- Mixteco de San Juan Colorado
- Mixteco de San Juan Teita
- Mixteco de San Miguel el Grande
- Mixteco de San Miguel Piedras
- Mixteco de Santa Lucía Monteverde
- Mixteco de Santa María Zacatepec
- Mixteco de Silacayoapan
- Mixteco de Sindihui
- Mixteco de Sinicahua
- Mixteco del sudest de Nochixtlán
- Mixteco del sur de Puebla
- Mixteco de sudoeste de Tlaxiaco
- Mixteco de Soyaltepec
- Mixteco de Tacahua
- Mixteco de Tamazola
- Mixteco de Tezoatlán
- Mixteco de Tidaá
- Mixteco de Tijaltepec
- Mixteco de Tlazoyaltepec
- Mixteco de Tututepec
- Mixteco del oeste de Juxtlahuaca
- Mixteco de Yoloxóchitl
- Mixteco de Yosondúa
- Mixteco de Yucuañe
- Mixteco de Yutanduchi